# La Chaize-Giraud
La Chaize-Giraud is een gemeente in het Franse departement Vendée (regio Pays de la Loire) en telt 666 inwoners (2004). De plaats maakt deel uit van het arrondissement Les Sables-d'Olonne.

## Geografie
De oppervlakte van La Chaize-Giraud bedraagt 2,7 km², de bevolkingsdichtheid is 246,7 inwoners per km².
De onderstaande kaart toont de ligging van La Chaize-Giraud met de belangrijkste infrastructuur en aangrenzende gemeenten.

## Demografie
Onderstaande figuur toont het verloop van het inwonertal (bron: INSEE-tellingen).